# Kroningsei
Het Kroningsei (Russisch: яйцо коронация) is een van de ongeveer 50 Fabergé-eieren die de beroemde juwelier Peter Carl Fabergé maakte in opdracht van de Russische tsaren.

## Omschrijving van het ei
Het ei is gemaakt van goud en geëmailleerd met transparant geel email op een guilloché ondergrond. Over het ei lopen diagonale ranken van lauwerbladeren gemaakt van groen en geel goud. Op iedere kruising van deze ranken is het wapen van de Romanovs bevestigd: een dubbelkoppige, ondoorzichtig zwart geëmailleerde, gouden adelaar voorzien van kroon, scepter en rijksappel. Het wapenschild wordt weergegeven met een diamant.
Aan de bovenzijde van het ei bevindt zich een grote diamant met daaronder het monogram van Alexandra Fjodorovna in diamantjes en robijnen. Eenzelfde diamant bevindt zich aan de onderzijde van het ei met daaronder het jaartal 1897. Het ei kan geopend worden en is aan de binnenzijde gevoerd met crèmekleurig fluweel ter bescherming van de surprise.

## De surprise
In het ei bevindt zich een zeer natuurgetrouw en gedetailleerd model van de koets gebruikt bij de kroning in 1896. De bouw van dit meesterwerk van edelsmidkunst duurde 15 maanden. Het chassis en de carrosserie zijn gemaakt van goud en zijn net als in het echt verend met elkaar verbonden. De draaibare wielen hebben een band van platina. De deurtjes zijn voorzien van facetgeslepen ruitjes van bergkristal. Als de deurtjes geopend worden vallen vanzelf de neerklapbare trapjes naar buiten. Zowel de binnen- als de buitenkant van de koets zijn versierd met diamanten, robijnen en rood email.

## In films
Het Kroningsei speelde een rol in: 
- James Bondfilm Octopussy
- Ocean's Twelve
- Peaky Blinders